# الرقعی
الرقعی (به عربی: الرقعی) یک منطقهٔ مسکونی در کویت است که در استان فروانیه واقع شده‌است. الرقعی ۳۵٬۹۸۴ نفر جمعیت دارد.